# Kondibito (Kongoussi)
Pour les articles homonymes, voir Kondibito.
Kondibito est une localité située dans le département de Kongoussi de la province du Bam dans la région Centre-Nord au Burkina Faso.